# コンカレントCP/M
コンカレントCP/M(Concurrent CP/M)は、CP/M-86をベースにマルチタスク化したオペレーティングシステムである。

## 概要
デジタルリサーチ社はインテルの8ビットプロセッサ8080とその上位互換8ビットプロセッサのザイログZ80用のOSとして、CP/Mを事実上の標準にまで普及させることに成功した。しかし、IBM PCなど8086ベースの16ビット時代に入り、マイクロソフトとIBMの製品であるPC DOSやMS-DOSが主流になりCP/Mを16ビット版に拡張したCP/M-86は十分なシェアを確保することができなかった。
デジタルリサーチ社がPC DOSやMS-DOSの市場を奪い返すべくCP/M86に大きな改良を加えてリリースしたのがコンカレントCP/M(CCP/M）である。
もっとも大きな特徴は、その時代には先進的と言えたマルチタスク化である。その後、80286のマルチタスク機能（プロテクトモード）にもいち早く対応した。ただし、ほとんどのPCのグラフィック性能や機能がまだ低かった時代ということもあり、タスク毎のウィンドウが表示されるような機能は持たず、タスクごとにコンソールを切り替える方式だった。つまり、プログラムAの実行画面、プログラムBの実行画面…といったようにキャラクターベースの画面を切り替えて使うものである。
当時のパーソナルコンピュータ用OSとしては画期的な性能も持っていたが結局は商業的な成功を得ることはなく、アプリケーションソフトウェアも充実しなかった。その後、デジタルリサーチ社はPC DOSやMS-DOSへの互換路線に転向し、PC DOS互換機能を持つC-DOS、そして完全なPC DOS互換OSであるDR DOSへと製品を変遷させていった。